# A (Pretty Little Liars)
-A è un personaggio immaginario, principale antagonista della serie televisiva statunitense Pretty Little Liars, ideata da Marlene King e tratta dai romanzi di Sara Shepard.
Presente sin dal primo episodio, -A si presenta come un personaggio oscuro e malvagio di cui nessuno conosce l'identità. Dopo il ritrovamento del cadavere di Alison, -A comincerà a minacciare a torturare Hanna, Spencer, Aria ed Emily con messaggi anonimi, scherzi malvagi e pericolosi e minacce di morte.
Dietro la firma di -A si celano, in realtà, più persone.

## Mona Vanderwaal
La prima persona a ricoprire il ruolo di -A è Mona Vanderwaal, una ragazza di 16 anni che, infuriata con le ragazze per non aver mai fatto nulla contro le prese in giro di Allison nei suoi confronti, decide di inviare messaggi anonimi alle ragazze minacciandole.
Hanna ricorda l'identità del killer (dimenticata in precedenza a causa di una lesione alla testa) e quindi ricorda di Mona, che si trova alla stazione di polizia con Spencer. Una volta in auto, Mona si rivela alla ragazza e la tiene in ostaggio, confessandole la sua storia. Tuttavia, dichiara di non essere lei l'assassina di Alison. Arrivati a una scogliera, Mona propone a Spencer di diventare la nuova -A, in cambio della propria salvezza, ma Spencer rifiuta e dopo una lunga lotta, la ragazza spinge Mona giù dal precipizio ferendola gravemente.

## Alison DiLaurentis
Dopo la morte di Alison, le quattro amiche continuano però a ricevere sms da A. Ian Thomas è il principale sospettato, ma qualche giorno dopo le amiche trovano il suo cadavere nel bosco, con sopra un messaggio di A che dice "Doveva Andarsene".
Successivamente, i sospetti ricadono su Jenna, ma nel libro Heartless la ragazza viene ritrovata morta in una casa di campagna. 
Tempo dopo, però, le amiche scoprono con orrore che la loro amica Ali è sempre stata in realtà Courtney DiLaurentis, che aveva scambiato la propria identità con la vera Alison. Quest'ultima è una folle criminale, squilibrata mentalmente, che ha provato varie volte a fare del male alla sorella e alle ragazze. Alison convince le ragazze di non essere mai morta e che Courtney provò ad ucciderla. Tuttavia, Aria capisce che sta mentendo, e che in realtà Courtney era la gemella buona e loro amica, e la vera Alison l'ha uccisa la notte del labour day. 
Alison rapisce Melissa e la rinchiude in un armadio insieme al cadavere di Ian per spaventarla, ma la ragazza riesce a scappare.

## Identità nella serie televisiva

### Mona Vanderwaal
Nelle stagioni 1 e 2 è Mona a mandare messaggi anonimi alle protagoniste con la firma -A.
Il suo scopo è vendicarsi del bullismo di Alison e separare le amiche che secondo lei la stanno allontanando da Hanna(diventata sua amica dopo la scomparsa di Alison) minacciandole di rivelare i loro più oscuri segreti.

### Cece Drake / Charlotte DiLaurentis
Nella sesta stagione, ovvero quando si rivela alla fine, si scopre essere stata sempre lei. La verità la confessa ad Alison, Mona e alle liars via cam al Radley. La storia prende vita la notte del labor day, quando tutto l'incubo ebbe inizio; Cece stava dando la caccia a Bethany Young, che l'aveva incastrata per la morte della madre di Toby. Qualcosa non va nel verso giusto poiché la ragazza bionda che colpisce con un sasso è in realtà Alison, sua sorella e non Bethany. La madre Jessica DiLaurentis fa di tutto per proteggere la/il figlio/a credendo Alison morta...che invece sopravvive. Successivamente Bethany Young viene uccisa da Mona che al contrario la crede la vera Alison. Il cadavere viene seppellito da Melissa, sorella di Spencer, che, avendo visto la sorella girare con una pala poco tempo prima, ha creduto che la sorella avesse ucciso Alison. Questo è il segreto che Melissa si porterà fino alla fine della serie.
Si scopre inoltre che Cece Drake in realtà è Charles ma che nel corso degli anni ha cambiato sesso e nome, diventando appunto Cece; l’unica persona a conoscere questo segreto era la madre (adottiva ndr) Jessica DiLaurentis. Charlotte racconta la sua storia confessando che dal ricovero di Mona al Radley è diventata lei la nuova -A venendo a conoscenza da Mona di tanti segreti sulle liars. Grazie ad un incontro progettato, Cece entra nella vita di Aria, Spencer, Hanna e Emily e inizia così ad essere la nuova -A. Il gioco era una droga per lei e non riusciva a smettere. Dopo averle incastrate e fatte arrestare, durante il trasferimento da parte della polizia, fa assaltare il furgone blindato e rapisce le ragazze, portandole nella “casa delle bambole”, un rifugio sotterraneo nel quale le imprigiona e le tortura. Qui le ragazze scoprono il vero nome di A, Charles.
Una volta che riescono scappare, grazie all’aiuto di Alison, Ezra e Caleb, vengono a conoscenza che il cognome di Charles è DiLaurentis, scoprendo poi che è il fratello di Alison e Jason, ricoverato fin da piccolo al Radley. La madre Jessica convince il marito della morte del figlio a distanza di qualche anno. In verità da quel momento Charles diventa Charlotte(alias Cece) ed entra in contatto con i fratelli e il padre che sono all’oscuro della sua vera identità. La fine dell’idilio avviene con “l’omicidio” di Alison, nel quale Charlotte scappa e ritorna nuovamente bene al Radley, in attesa del futuro incontro con Mona.

### Alex Drake
Alla metà della sesta stagione, quando finalmente si viene a conoscenza della identità di -A, si chiude il cerchio.
Charlotte viene ricoverata in una casa di cura.
A distanza di anni ritroviamo le ragazze che hanno avuto vite e strade diverse, tutte a Rosewood per testimoniare su richiesta di Alison per liberare Charlotte dalla casa di cura.
Le ragazze, con riluttanza, ma su richiesta dell’amica, accettano.
La sera stessa che Charlotte viene liberata, è trovata morta a terra davanti al campanile della chiesa. 
Le ragazze da quel momento iniziano nuovamente a ricevere dei messaggi da un nuovo mistero reo personaggio eh si firma -AD che pretende che gli svelino chi ha ucciso la ragazza.
Fa la sua apparizione Mary Drake, gemella identica di Jessica DiLaurentis che sta collaborando con il marito di Alison per scoprire chi ha ucciso Charlotte. Il dottor Rowling, marito di Alison, fa ricoverare la ragazza, torturandola poiché la crede responsabile dell’omicidio di Charlotte, di cui era innamorato. Grazie all’aiuto delle amiche, Alison riesce a scappare dalla morsa del marito che l’aveva rapita con la forza e condotta con la sua auto fuori città, avvisando le amiche. Mentre scappa dalla macchina inseguita a piedi dal marito, l’auto delle ragazze investe l’uomo e lo uccide.
Le ragazze lo seppelliscono e creano un alibi per tutte loro, grazie anche all’aiuto di Mona.
Tutti i piani hanno delle falle e la polizia inizia a sospettare nuovamente che nascondano qualcosa. Le ragazze intanto continuavano a ricevere messaggi e ricatti da parte di -AD, anche dopo la morte di Elliot; i sospetti ricadono su Jenna e su Noel che alla fine risulta essere coinvolto in qualche piano di -AD: cerca infatti di uccidere le ragazze che riescono a scappare ma, involontariamente, lo uccidono.
-AD manda un modellino in scala della città con un gioco interattivo alle ragazze, obbligandole a partecipare a turno ad una partita di obbligo o verità, costringendole a prove complicate.
Si viene a scoprire che Alison è stata messa incinta usando gli ovuli rubati ad Emily e che Aria fa un doppio gioco per proteggere se stessa e Ezra.
Dopo discussioni e litigi, le ragazze riescono a rimettere le idee a posto e scoprono finalmente chi è stato a uccidere Charlotte, cosa che rivelano a -AD, ponendo così fine alle sue minacce.
L’assassino è Mona che per difendere le amiche, ha ucciso Charlotte che non si era per nulla riveduta ne cambiata, al contrario aveva intenzione di giocare ancora con le sue “bambole”.
A distanza di un anno, le ragazze si ritrovano per la festa di matrimonio di Aria. 
Spencer viene rapita e si viene finalmente a conoscenza dell’identità di -AD: sua sorella gemella Alex Drake, figlia di Mary, partorita a distanza di pochi minuti da Spencer e adottata da una famiglia inglese che dopo alcuni anni la abbandona cosicché la ragazza passa gli anni della sua giovinezza in un orfanotrofio. 
La sua vita è normale, fino a quando per puro caso, si imbatte in Wren che credendola inizialmente Spencer si avvicina a lei.
Alex fa la conoscenza di Charlotte grazie a Wren e si lega alla sorella, facendosi raccontare la sua vita da -A.
Quando la sorella viene uccisa, inizia a mandare i messaggi e le minacce alle ragazze credendole colpevoli.
La storia si conclude con la fuga di Spencer e una scena finale in cui Mona, trasferitasi a Parigi e gestendo un piccolo negozio, nello scendere nello scantinato, apre una finestra in cui si vedono, in una fedele imitazione di una casa delle bambole, Alex e Mary Drake, intrappolate per sempre.